# NGC 4580
NGC 4580 é uma galáxia espiral barrada (SBa/P) localizada na direcção da constelação de Virgo. Possui uma declinação de +05° 22' 05" e uma ascensão recta de 12 horas, 37 minutos e 48,3 segundos.
A galáxia NGC 4580 foi descoberta em 2 de Fevereiro de 1786 por William Herschel.